# Nick Land
Nick Land (* 17. Januar 1962) ist ein britischer Philosoph und Schriftsteller, der vor allem als „Vater des Akzelerationismus“ bekannt ist. Mit einem Blogpost prägte er außerdem den Begriff „Dunkle Aufklärung“ für die Ideen des US-amerikanischen Bloggers Curtis Yarvin.

## Laufbahn
Land promovierte 1987 an der University of Essex bei David Farrell Krell mit einer Arbeit über Heideggers Aufsatz Die Sprache im Gedicht von 1953, welcher sich wiederum mit dem Werk von Georg Trakl befasst.
Von 1987 bis zu seinem Rücktritt 1998 war er Dozent für Kontinentalphilosophie an der Universität Warwick. In Warwick war er zusammen mit Sadie Plant Mitbegründer der Cybernetic Culture Research Unit (CCRU), einer interdisziplinären Forschungsgruppe. Hier experimentierte er u. a. mit psychedelischen Drogen, produzierte Musik und beschäftige sich mit Okkultismus. Für eine Zeit lang lebte er im Haus von Aleister Crowley.
Land unterrichtete am New Centre for Research & Practice bis März 2017, als das Zentrum die Zusammenarbeit mit ihm beendete, „nachdem Land in diesem Jahr mehrere Tweets gepostet hatte, in denen er intolerante Ansichten über Muslime und Einwanderer vertrat“.
2017 hielt Land sich in Shanghai auf.

## Werk
Land theoretisiert aufbauend auf Karl Marx und den Theorien von Gilles Deleuze und Félix Guattari in seinen Texten, dass Marx zwar weitestgehend mit seiner Analyse des Kapitalismus recht hatte, allerdings die Fähigkeit des Kapitalismus zur ständigen Anpassung und Beschleunigung unterschätzt habe. Er prophezeit, dass am Ende des Kapitalismus nicht die Selbstzerstörung des Kapitalismus und die Befreiung des Menschen aus diesem stehe, wie Marx vorhergesagt hatte, sondern die Befreiung des Kapitals von der Arbeit des Menschen. Der Kapitalismus ist laut Land nicht irrational, er habe keine wirklichen dialektischen Widersprüche in sich selbst – sondern die Widersprüche entstünden durch die menschliche Komponente im System. Weil der Kapitalismus all das desintegriere und zerstöre, was nicht in seine sich konstant rationalisierenden Prozesse passe, werde er sich nach Land an seinem Ende dank der von Menschen erzeugten Widersprüche durch die Desintegration des Menschen auflösen. Der Kapitalismus werde daher nicht sich selbst, sondern den Menschen zerstören. Entweder durch eine transhumanistische Umgestaltung des Menschen oder durch dessen Extinktion, die den Weg ebne in eine neue Zivilisation aus Maschinen und künstlichen Intelligenzen, die zusammen eine Singularität bildeten. Linke Strömungen des Akzelerationismus (vertreten von u. a. Mark Fisher) weichen von Nick Lands Prognose ab und erhoffen sich die Schaffung einer postkapitalistischen Gesellschaft durch die Verwendung der technologischen Innovationen, die der sich Richtung Singularität beschleunigende Kapitalismus hervorbringt.
Seine spätere Arbeit konzentriert sich zunehmend auf die Befürwortung von „wissenschaftlichem“ Rassismus und Eugenik oder dem, was er „Hyperrassismus“ nennt.

## Werke (Auswahl)
- (mit Keith Ansell-Pearson & Joseph A. McCahery) Machinic Postmodernism: Complexity, Technics and Regulation. SAGE Publications, 1996, ISBN 0-8039-7586-4
- The Thirst for Annihilation. Georges Bataille and Virulent Nihilism. Taylor & Francis, London 2002, ISBN 978-1-134-93565-9.
- Fission. Urbanomic, 2014, ISBN 0-8039-7586-4
- Templexity: Disordered Loops through Shanghai Time (Urbanatomy Electronic, 2014)
- Phyl-Undhu: Abstract Horror, Exterminator (Time Spiral Press, 2014)
- Shanghai Times (Urbanatomy Electronic, 2014) .
- Dragon Tales: Glimpses of Chinese Culture (Urbanatomy Electronic, 2014) .
- Xinjiang Horizons (Urbanatomy Electronic, 2014) .
- Chasm (Time Spiral Press, 2015) .
- Fanged Noumena. Collected Writings 1987-2007. 5. Aufl., Urbanomic/Sequence Press, 2018, ISBN 978-0-9553087-8-9.
- The Dark Enlightenment (Imperium Press, 2022) ISBN 978-1-922602-68-8
- Okkultes Denken. Mit einem Korrespondenzessay von  Dietmar Dath und Philipp Theisohn, Matthes & Seitz, Berlin 2023, ISBN 978-3-7518-0361-8.